# Stanley Park, Liverpool

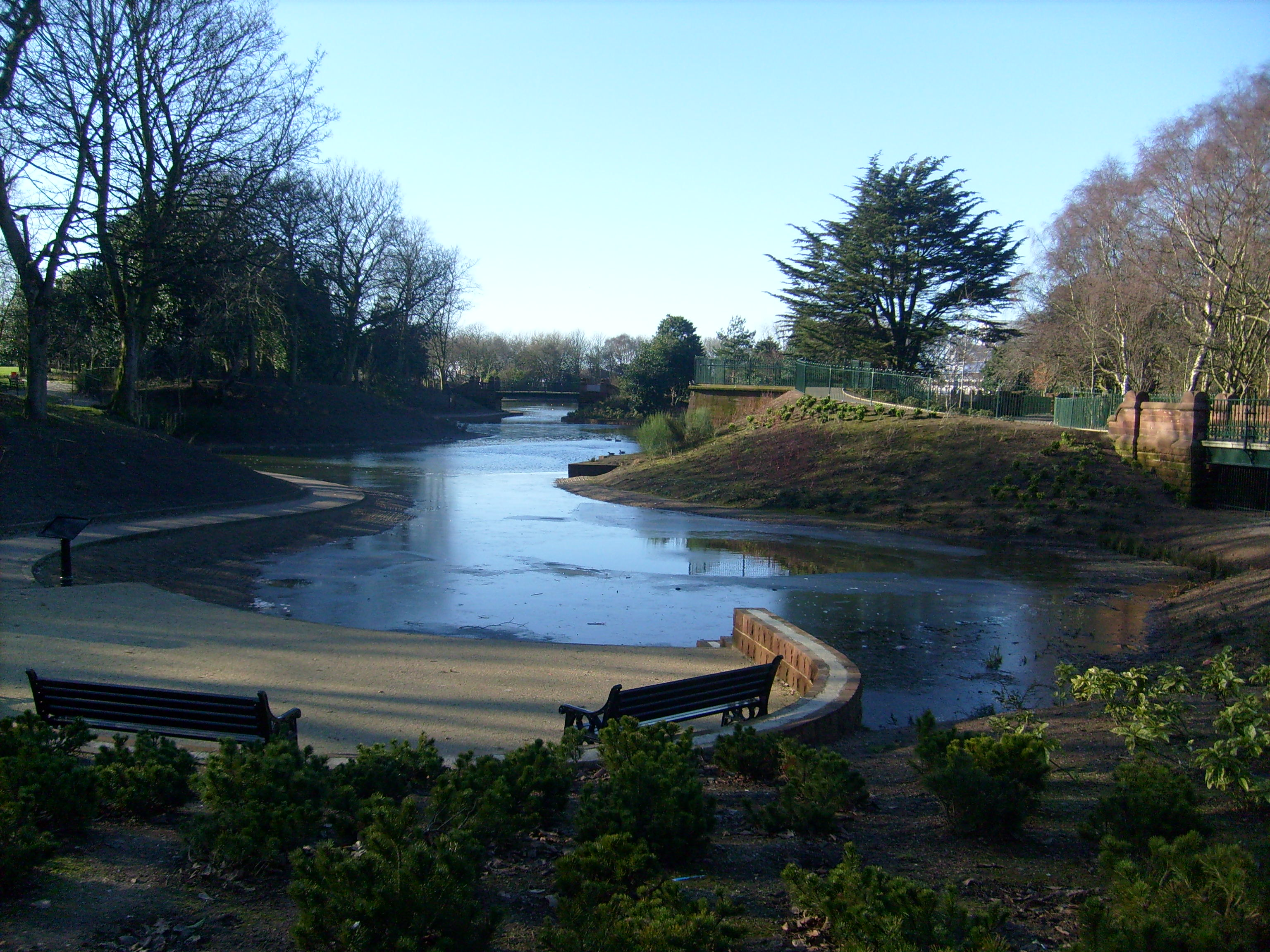
Stanley Park (2010).

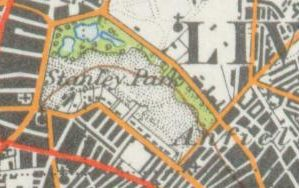
En karta över parken från 1947.

Stanley Park är en 45 hektar stor park i Liverpool som designades av Edward Kemp och öppnades 14 maj 1870 av dåvarande borgmästaren Joseph Hubback.
Stanley Park utgör "gränsen" mellan de rivaliserande fotbollsklubbarna Everton och Liverpool FC.